# Parischioscia omissa
Parischioscia omissa är en kräftdjursart som först beskrevs av Van Name 1936.  Parischioscia omissa ingår i släktet Parischioscia och familjen Philosciidae. Inga underarter finns listade i Catalogue of Life.